# Diclidophora denticulata
Diclidophora denticulata är en plattmaskart som först beskrevs av P. Olsson 1876.  Diclidophora denticulata ingår i släktet Diclidophora, och familjen Diclidophoridae. Arten är reproducerande i Sverige.